# Colégio Anchieta (Nova Friburgo)
Colégio Anchieta é um colégio particular localizado no município de Nova Friburgo, no estado do Rio de Janeiro.

## História
Fundado por padres e irmãos jesuítas vindos da Itália, no dia 12 de abril de 1886, ele começou a funcionar na casa-grande da antiga Fazenda do Morro Queimado, chamado de "Chateau du Röi" (Castelo do Rei, em francês) pelos colonos suíços, o rei, no caso era Dom João VI, que foi o autor do decreto que criou Friburgo. Desde a instalação da Vila de Nova Friburgo o Chateau funcionava como sede da Câmara Municipal — que foi então o único Poder durante os primeiros 98 anos de existência da cidade, e cujo vereador mais votado acabava sendo o presidente do Legislativo e, assim, acumulava também funções administrativas.
Em 1.º de janeiro de 1901, com o aumento do número de alunos, iniciou-se a construção do grande edifício atual do Colégio Anchieta, que durou oito anos. Logo se tornou famoso e conhecido no Brasil pela educação que dava a seus alunos.

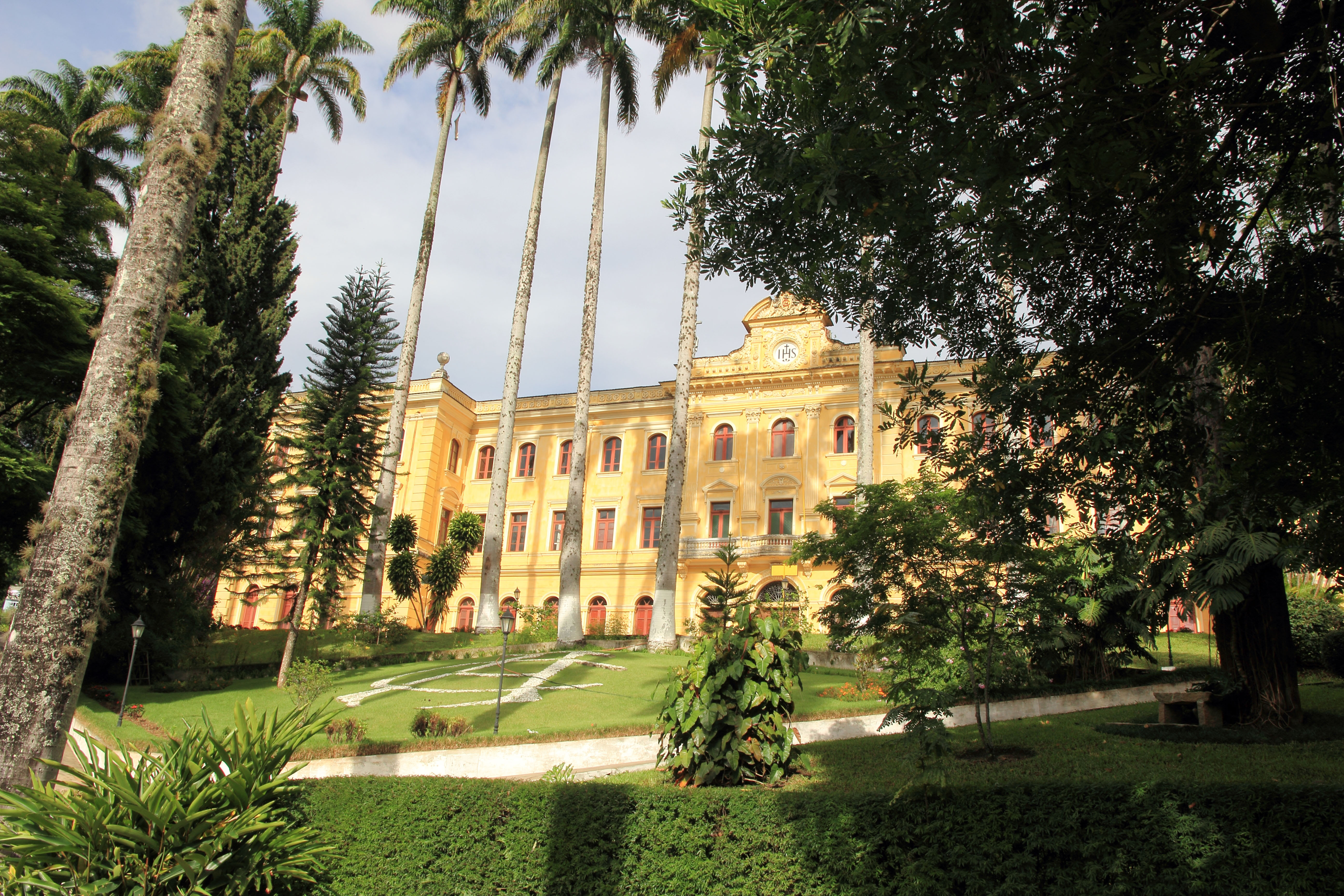
Colégio Anchieta

Todos os professores eram padres jesuítas; porém, no ano de 1922, com a diminuição de padres vindos da Itália, o internato transformou-se em seminário, para formar jesuítas brasileiros. Em pouco tempo, o colégio ficou cheio de seminaristas, que estudavam desde o seminário menor — chamado de Escola Apostólica — até a Faculdade de Filosofia.
Em 1966, quando diversas classes seminarísticas transferiram-se para outras cidades, o Colégio Anchieta tornou-se um externato, recebendo alunos não só de Nova Friburgo como também de cidades vizinhas. Em 1969, o Anchieta passou a receber alunas, transformando-se em misto.
Desde a sua fundação, o Colégio Anchieta tem como foco principal a formação integral do aluno, procurando desenvolver as suas habilidades acadêmicas, sociais e espirituais. A instituição conta com uma equipe de professores altamente qualificados e oferece uma ampla gama de atividades extracurriculares, incluindo esportes, arte e música.
Ao longo de sua história, o Colégio Anchieta de Nova Friburgo tem se destacado pela qualidade de sua educação e pela formação de líderes em diversas áreas de atuação. Dentre os seus ex-alunos, encontram-se personalidades ilustres como o escritor Euclides da Cunha, o poeta Carlos Drummond de Andrade, o cientista Augusto Ruschi, o político Moreira Franco e o jornalista Zuenir Ventura, dentre tantos outros.
Atualmente, o Colégio Anchieta de Nova Friburgo continua sendo uma instituição de referência na região serrana do estado do Rio de Janeiro, mantendo os valores e a tradição jesuíta em sua prática educativa.
Em 2006, o colégio tirou o 17.° lugar nacional, o 6.° estadual e o 1.° municipal no Exame Nacional do Ensino Médio (Enem), ficando entre os vinte melhores colégios do Brasil e a melhor de Nova Friburgo. Em 2015, o Anchieta ficou em 2° lugar no município no Enem.

## 1ª Fase - 1886 – 1923
Aos 12 de abril de 1886 o Colégio Anchieta recebia seus — primeiros alunos. Eram sete: quatro de Nova Friburgo e três do Rio de Janeiro.
O primeiro pedido para um Colégio de Jesuítas em Nova Friburgo fora apresentado em fins de 1884 pelo Dr. Carlos Éboli, que na cidade serrana fundara um estabelecimento hidroterápico no edifício atualmente ocupado pelo Colégio N. S. das Dores. Ao depois o pedido foi reiterado no Rio, pelo Presidente do Conselho de Ministros, senador Manoel Pinto de Souza Dantas, que conseguiu aprovação do Imperador Dom Pedro II e da Princesa Imperial Dona Isabel.
Aprovado o projeto pelos superiores da Ordem, receberam o encargo de executá-lo o Pe. Lourenço Rossi, cujo talento prático muito contribuíra para a função do Colégio S. Luís em Itu, o Mestre Vicente Prosperi, hábil físico, químico, pintor e escultor, do qual o atual Colégio Anchieta conserva ainda muitas obras.
O edifício escolhido foi a casa-grande da antiga fazenda e sesmaria do Morro Queimado, que pelos colonos suíços fora apelidada "cháteau", nome que ainda perdura entre o povo friburguense. O velho — "cháteau" ocupava a parte central do lado oeste do atual edifício da Anchieta.
Durante os anos posteriores foi recebendo vários acréscimos, formando um quadrilátero cujo lado ocidental era ocupado por uma longa fileira de chuveiros.
Mas o velho casarão, embora ampliado, foi-se tornando insuficiente: os alunos, que no fim do primeiro ano eram 39, foram crescendo rapidamente e ao alvorecer do novo século já se abeiravam dos 200. Impunha-se a construção de um novo prédio, o atual. Os estudos preliminares foram realizados sob o reitorado do Pe. Domingos De Meis, que lançou sua primeira pedra no dia 19 de janeiro de 1902, na presença de numerosas personalidades, entre as quais o Conde de Nova Friburgo e os Barões de S. Clemente e de Duas Barras.
A construção prolongou-se por alguns anos no reitorado do Pe. Luís Yabar e sob a direção do arquiteto Francisco Vidal Gomes, que já trabalhara no Colégio do Caraça, em Minas Gerais. Em outubro de 1902 estava terminada a ala meridional; em 1903 foram construídas as partes da frente e a do lado norte; em fins de 1905 foi iniciada a construção ala do teatro. Nesse último período foi mestre-de-obras o Ir. Antônio Sartori, que dirigiu várias construções da Província Romana, na Itália, e depois construiria o Colégio e a Igreja de Santo Inácio no Rio.
Em 1911 e 1912 foi levantada a usina para a energia elétrica que a cidade ainda não possuía.
Apresentava-se assim o Colégio Anchieta como ainda hoje o vemos, 100 anos passados. Sobre o verde-escuro da mata projeta-se sua massa de um amarelo palha com três pavimentos, 18 metros de altura e uma área de 5.000 metros quadrados. Mais de 400 janelas externas, a sóbria ornamentação de seu estilo neoclássico, o elevado ático que coroa a fachada, dão ao vasto edifício um senso de serena elevação, simbolizada nas estátuas da Fé e da Ciência.
No saguão, passado o átrio com as estátuas de S. Inácio e do Beato Anchieta, projetam-se num espaço de 88 metros quadrados as duplas rampas das escadas, todas de peroba em puro encaixe. Particularmente grandioso é o salão-de-atos com 42 metros de comprimento, 9,50 de altura e 12 de largura, ricamente decorado e pintado por A. Mecozzi; seu pano-de-boca, obra de Pe. Prosperi, representando o Padre Anchieta em sua última visita ao Rio, em 1594, quando assistiu à construção da Fortaleza de Santa Cruz, na barra de Guanabara.
Rainha e Padroeira do Colégio, desde o dia da sua fundação, é a Virgem Imaculada, cuja imagem domina o vasto páteo interno; foi colocada em 1904, comemorando o jubileu de ouro da definição dogmática de sua Imaculada Conceição.
Hoje as majestosas palmeiras-imperiais, plantadas no reitorado do Pe. José Manuel de Madureira (1910 – 1916), completam, “o perfil deste monumento dedicado ao culto de nossos pais e à cultura de nossos filhos”, na feliz expressão de Rui Barbosa, no discurso que aqui pronunciou em 1903.
Simultaneamente o Anchieta ia ganhando estima em todo o país, e de todos os estados do Brasil e das mais variadas classes sociais os pais lhe enviavam seus filhos — bastaria citar Rui Barbosa, Euclides da Cunha e Capistrano de Abreu — confiando na educação dos padres, que se tornara famosa.
Nos 37 anos do primeiro período do Colégio — o do Internato foram 3.015 os alunos, dos quais 1.627 favorecidos com gratuidades. A máxima frequência se verificou em 1907 com 398 matrículas. Intensa e variada era a vida do estabelecimento, sobressaindo as solenidades de encerramento do ano letivo, quando discursavam personalidades célebres, como o Conde Fernando Mendes de Almeida, o Conde de Afonso Celso, Carlos de Laet e Rui Barbosa, que mais de uma vez se hospedou no Colégio.
“O discurso do Conselheiro Rui Barbosa”, diz o Pe. Madureira “teve extraordinária repercussão na imprensa de todo o Brasil, sendo considerado uma de suas obras-primas, a sua profissão de fé, seu testamento político.”
Entre os alunos que depois se tornaram célebre, não podemos omitir os nomes do Sr. Sobral Pinto, do Almirante Amaral Peixoto, os senadores Mozar Lago e Artur Bernardes Filho, os Drs. Vilhena de Morais e Bandeira Vaughan, os Padres Gentil, Leonel Franca, Saboia de Medeiros, Vioti e Aguiar, e tantos outros.
O primeiro período do Anchieta termina em dezembro de 1922: por falta de número suficiente de pessoal religioso docente, o Padre Geral dos Jesuítas resolveu — como o fizera com muitos outros colégios dos Estados Unidos, da Espanha, da Bélgica e outros países — fechar provisoriamente o Colégio Anchieta para reservá-lo a formação dos jovens religiosos estudantes e futuros jesuítas.

## 2ª Fase - 1923 - 1966
Neste segundo período, o Colégio Anchieta abrigou em si três comunidades distintas. A primeira, o curso de filosofia, depois faculdade eclesiástica, reconhecida pela Santa Sé, finalmente faculdade civil de filosofia, ciências e letras reconhecida pelo governo federal em 1955.
A segunda comunidade era constituída pelo noviciado e juniorado aquele destinado à formação ascética dos jovens religiosos e este a formação humanística dos jovens jesuítas.
A terceira comunidade, a Escola Apostólica, continuava de algum modo a vida do antigo Anchieta. Acolhia em regime de internato alunos do curso secundário com vontade de ingressar depois na Companhia de Jesus. Por muitos anos foi esta a mais numerosa das comunidades anchietanas, que em 1952 contava 163 apostólicos, “como eram chamados estes internos”.
Para atender as necessidades da escola apostólica, reabriu-se em 1942 o externato com nome de “Ginásio Santo Estanislau, passando em 1949 a Colégio Santo Estanislau”. Em 1952 retornava o nome de Colégio Anchieta.

## 3ª Fase - 1966 - 1986
Em 1950, a comunidade religiosa do noviciado deixava definitivamente
Colégio Anchieta de Nova Friburgo, transferindo-se o curso primário em edifício expressamente construído perto da rua, para facilitar o acesso dos pequenos alunos.
Em março de 1966, a faculdade de filosofia mudava-se para São Paulo, capital. Em 1969, a construção do pré-Anchieta, depois a construção do ginásio de esportes e finalmente, no ano de 1985, inaugurava-se a instalação completa do primário do Colégio Anchieta.
Em 2006, o colégio tirou o 17.° lugar nacional, o 6.° estadual e o 1.° municipal no Exame Nacional do Ensino Médio (Enem), ficando entre os vinte melhores colégios do Brasil e a melhor de Nova Friburgo. Em 2015, o Anchieta ficou em 2° lugar no município no Enem.

## A Companhia de Jesus
A Companhia de Jesus (em latim: Societas Iesu, S. J.), cujos membros são conhecidos como jesuítas, é uma ordem religiosa fundada em 1534 por um grupo de estudantes da Universidade de Paris, liderados pelo basco Íñigo López de Loyola, conhecido posteriormente como Santo Inácio de Loyola. A Congregação foi reconhecida por bula papal em 1540. É hoje conhecida principalmente por seu trabalho missionário e educacional.
Em 2023, conta com aproximadamente 16 mil integrantes.

## História

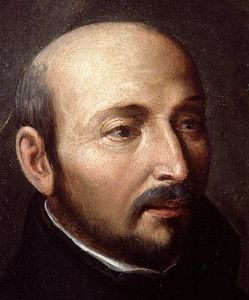
Santo Inácio de Loyola.

Inácio de Loyola, de origem nobre, foi ferido em combate na defesa da fortaleza de Pamplona contra os franceses em 1521. Durante o período de convalescença dedicou-se à leitura do Flos Sanctorum, após o que decidiu-se a desprezar os bens terrenos em busca dos sobrenaturais. No santuário de Monserrat fez a sua 'vigília d'armas' e submeteu-se a uma confissão geral. Abandonou a indumentária fidalga substituindo-a pela dos mendicantes. Retirando-se para a gruta de Manresa ali entregou-se a rigorosas penitências e escreveu a sua principal obra o Livro de Exercícios Espirituais, admirável sobretudo por não ter ainda o autor conhecimentos teológicos acadêmicos.
Em 15 de agosto de 1534, Inácio e seis outros estudantes (o francês Pedro Fabro, os espanhóis Francisco Xavier, Alfonso Salmerón, Diego Laynez, e Nicolau de Bobadilla e o português Simão Rodrigues) encontraram-se na Capela dos Mártires, na colina de Montmartre, e fundaram a Companhia de Jesus — para "desenvolver trabalho de acompanhamento hospitalar e missionário em Jerusalém, ou para ir aonde o papa nos enviar, sem questionar". Nesta ocasião fizeram os votos de pobreza e castidade.
Inácio de Loyola escreveu as constituições jesuítas, adotadas em 1554, que deram origem a uma organização rigidamente disciplinada e guerreira, como se de uma primitiva ordem de cavalaria se tratasse, enfatizando a absoluta abnegação e a obediência ao Papa e aos superiores hierárquicos (perinde ac cadaver, "disciplinado como um cadáver", nas palavras de Inácio). O seu grande princípio tornou-se o lema dos jesuítas: Ad maiorem Dei gloriam ("Para a maior glória de Deus").
Acompanhado por Fabro e Laynez, Inácio viajou até Roma, em outubro de 1538, para pedir ao papa a aprovação da ordem. O plano das Constituições da Companhia de Jesus foi examinado por Tomás Badia, mestre do Sacro Palácio, e mereceu sua aprovação. A congregação de cardeais, depois de algumas resistências, deu parecer positivo à constituição apresentada. Em 27 de setembro de 1540 Paulo III confirmou a nova ordem através da bula Regimini militantis Ecclesiae, que integra a "Fórmula do Instituto", onde está contida a legislação substancial da ordem, cujo número de membros foi limitado a 60. A limitação foi porém posteriormente abolida pela bula Injunctum nobis de 14 de março de 1543.
O papa Paulo III autorizou que fossem ordenados padres, o que sucedeu em Veneza, pelo bispo de Rab, em 24 de junho. Devotaram-se inicialmente a pregar e em obras de caridade em Itália. A guerra reatada entre o imperador, Veneza, o papa e os turcos seljúcidas tornava qualquer viagem até Jerusalém pouco aconselhável. Inácio de Loyola foi escolhido para servir como primeiro superior geral. Enviou os seus companheiros e missionários para vários países europeus, com o fim de criar escolas, liceus e seminários.

## Obra inicial
A Companhia de Jesus foi fundada no contexto da Reforma Católica (também chamada de Contrarreforma). Os jesuítas fazem votos de obediência total à doutrina da Igreja Católica, tendo Inácio de Loyola declarado:

Acredito que o branco que eu vejo é negro, se a hierarquia da igreja assim o tiver determinado.
A companhia logo se espalhou muito. Em Portugal, D. João III pediu missionários e lhe foram enviados Simão Rodrigues, que fundou a província, e S. Francisco Xavier, que foi enviado ao Oriente. Na França tiveram a proteção do Cardeal de Guise. Na Alemanha, os primeiros foram Pedro Faber e Pedro Canísio e outros, que foram apoiados pela casa da Baviera, logo dirigiram colégios, ensinaram em universidades e fundaram congregações. A causa das perseguições contra a companhia costuma ser sua íntima união com a Santa Sé, a universalidade do apostolado e a firmeza de princípios. Os jesuítas alcançaram grande influência na sociedade nos períodos iniciais da Idade Moderna (séculos XVI e XVII), frequentemente eram educadores e confessores dos reis dessa altura — D. Sebastião de Portugal, por exemplo.
A Companhia de Jesus teve atuação de destaque na Reforma Católica, em parte devido à sua estrutura relativamente livre (sem os requerimentos da vida na comunidade nem do ofício sagrado), o que lhes permitiu uma certa flexibilidade de ação. Em algumas cidades alemãs os jesuítas tiveram relevante papel. Algumas cidades, como Munique e Bona, por exemplo, que inicialmente tiveram simpatia por Martinho Lutero, ao final permaneceram como bastiões católicos — em grande parte, graças ao empenho e vigor apostólico de padres jesuítas.

## Organização
São membros da ordem os professos, os escolásticos e os coadjutores. Os professos devem ser doutores e, além dos três votos comuns têm o de obediência ao papa. O geral, os provinciais, assistentes e os professores de teologia devem ser professos. O geral, além dos assistentes, tem ainda o admoestador. O órgão superior de administração é a Congregação Geral na qual tomam parte todos os professos eleitos por suas províncias. Os assistentes são eleitos pelas províncias e o geral é vitalício.
A companhia possui casas de professos, colégios, residências e missões. O vestuário depende do lugar onde moram, não têm hábito próprio. Não há a obrigação do ofício de côro. Após quinze anos de vida religiosa proferem os últimos votos; devem passar dois anos de noviciado, três de filosofia, alguns de magistério, quatro de teologia, e um segundo noviciado que é chamado de terceiro ano de aprovação. Como em todas as ordens religiosas da Igreja Católica, os jesuítas também têm a prática do retiro espiritual, mas de modo especial praticam os Exercícios Espirituais de Santo Inácio.

## A Rede Jesuíta de Educação - RJE
A Rede Jesuíta de Educação é uma rede de instituições educacionais mantidas pela Companhia de Jesus, uma ordem religiosa católica fundada por Santo Inácio de Loyola no século XVI. A rede de escolas jesuítas está presente em vários países do mundo, incluindo o Brasil, onde possui uma forte presença.
A Rede Jesuíta de Educação é caracterizada por uma educação de qualidade, integral e humanista, que busca desenvolver não apenas as habilidades intelectuais dos alunos, mas também suas habilidades emocionais e sociais. As escolas jesuítas procuram formar líderes comprometidos com a transformação social e a construção de uma sociedade mais justa e solidária.
Além disso, a Rede Jesuíta de Educação é conhecida por sua excelência acadêmica, oferecendo programas de ensino de alta qualidade, que incluem desde a educação infantil até o ensino superior. A rede de escolas jesuítas tem uma forte tradição de ensino das ciências humanas e sociais, bem como das ciências exatas e naturais.
A Rede Jesuíta de Educação também possui um forte compromisso com a formação de valores éticos e morais em seus alunos. A rede de escolas jesuítas promove uma educação baseada em valores como a solidariedade, a justiça social, a tolerância e o respeito à diversidade.
Em resumo, a Rede Jesuíta de Educação é uma das maiores redes educacionais do mundo, com uma forte tradição de educação humanista e integral, comprometida com a formação de líderes comprometidos com a transformação social e a construção de uma sociedade mais justa e solidária